# Comtesse Greffulhe

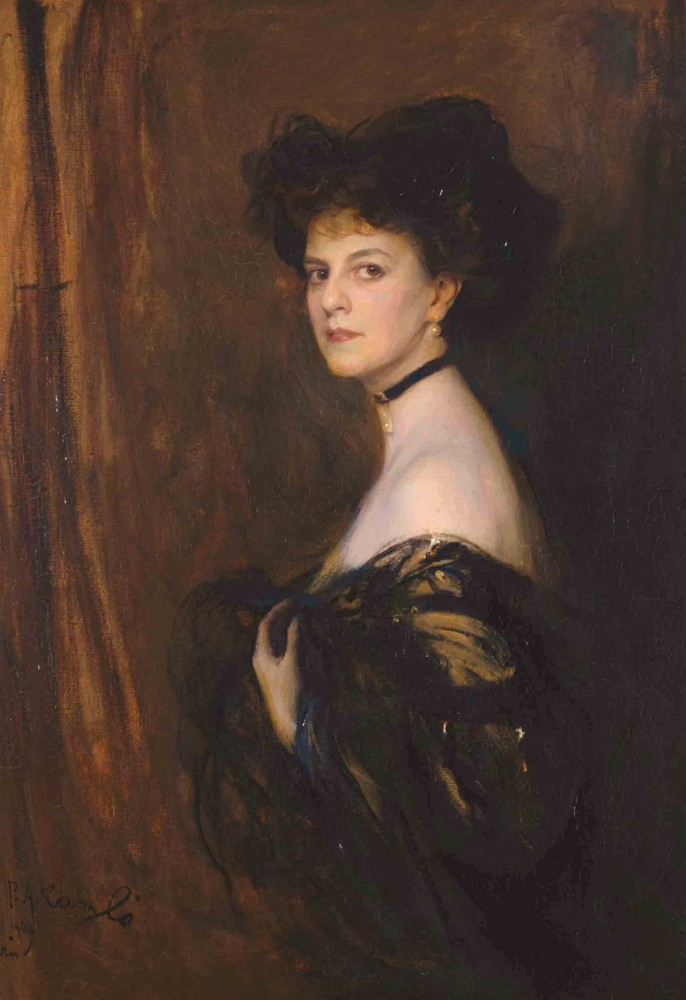
Élizabeth, comtesse Greffulhe 1905, door Philip Alexius de Laszlo

Comtesse Greffulhe (Parijs, 11 juli 1860-Lausanne, 21 augustus 1952) was een bekend mecenas en voor het personage van de Duchesse de Guermantes inspireerde Marcel Proust zich op haar in zijn werk Op zoek naar de verloren tijd.

## Familie
Gravin Greffulhe werd geboren als Marie Joséphine Anatole Louise Élisabeth de Riquet gravin de Caraman-Chimay in de hoogadellijke, Belgische tak van de familie De Riquet de Caraman die het kasteel van Chimay bezat. Zij was de oudste dochter van Joseph de Riquet de Caraman (1836-1892), 18e prins van Chimay, en van de Française Marie Joséphine Anatole de Montesquiou-Fézensac (1834-1884).
De gravin had drie broers en twee zussen; twee broers stierven jong. Haar grootvader Montesquiou-Fézensac was een oom van de dichter en schrijver Robert de Montesquiou (1855-1921), met wie ze nauwe banden onderhield.
Zij trouwde in 1878 met de rijke bankier graaf Henri Greffulhe (1848-1932). Uit dit huwelijk werd een dochter geboren, Elaine Greffulhe (1882-1958) die in 1904 trouwde met Armand duc de Guiche (1879-1962), vanaf 1925 de 12e hertog van Gramont en lid van de familie de Gramont.

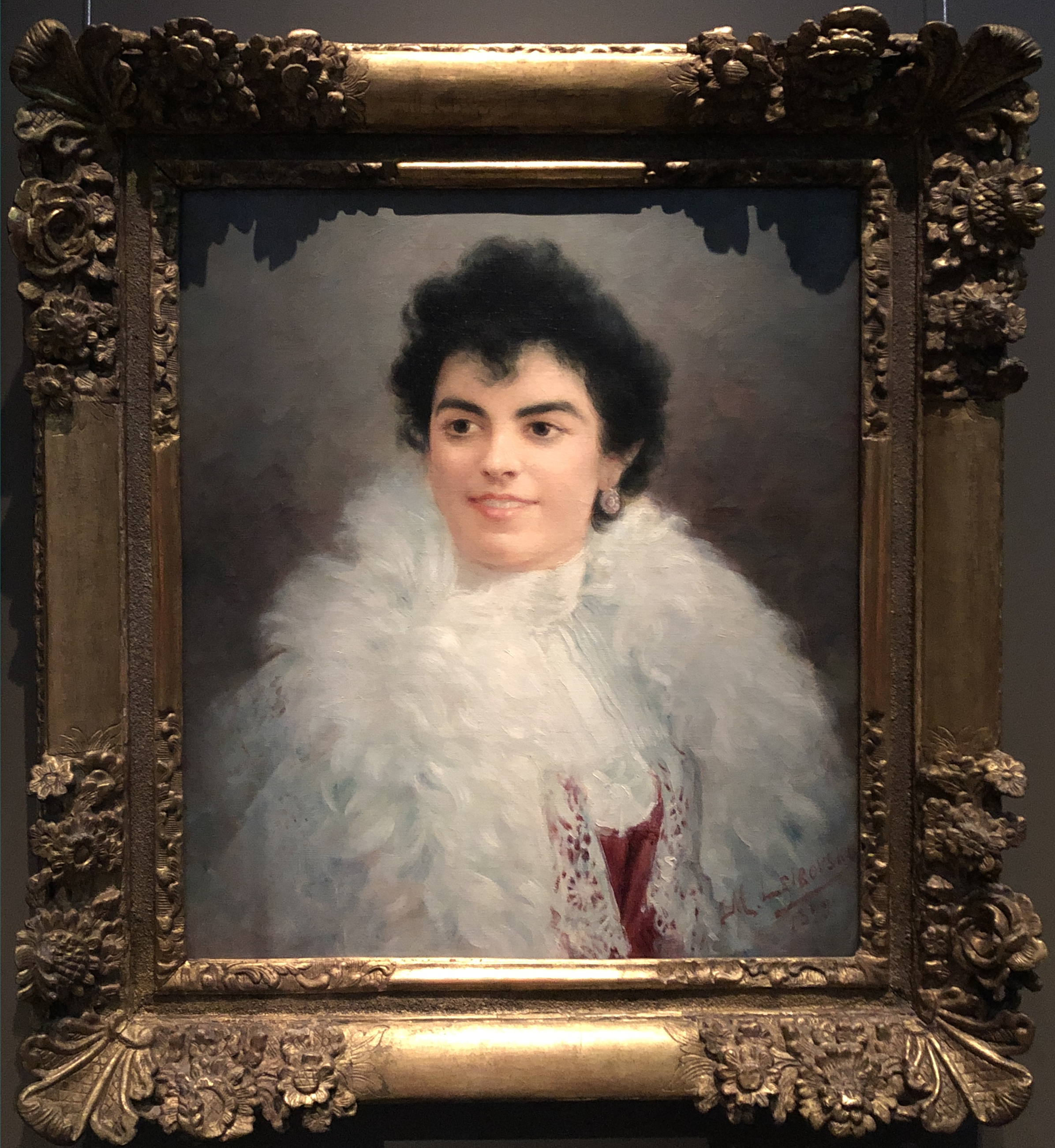
Self portrait countess Elisabeth Greffulhe (1899), Carnavalet museum, 2022

## Mecenaat
Zij ondersteunde de kunsten en met name de muziek, en 'concurreerde' met de muziekmecenas Winnaretta Singer (1865-1943).

## Marcel Proust
Op 1 juli 1893 zag Marcel Proust voor het eerst de gravin op een bal bij de prinses van Wagram. Hij was onmiddellijk door haar gefascineerd, maakte later nader kennis met haar via haar neef Robert de Montesquiou en gebruikte haar mede als model voor het personage van de Duchesse de Guermantes in zijn roman.

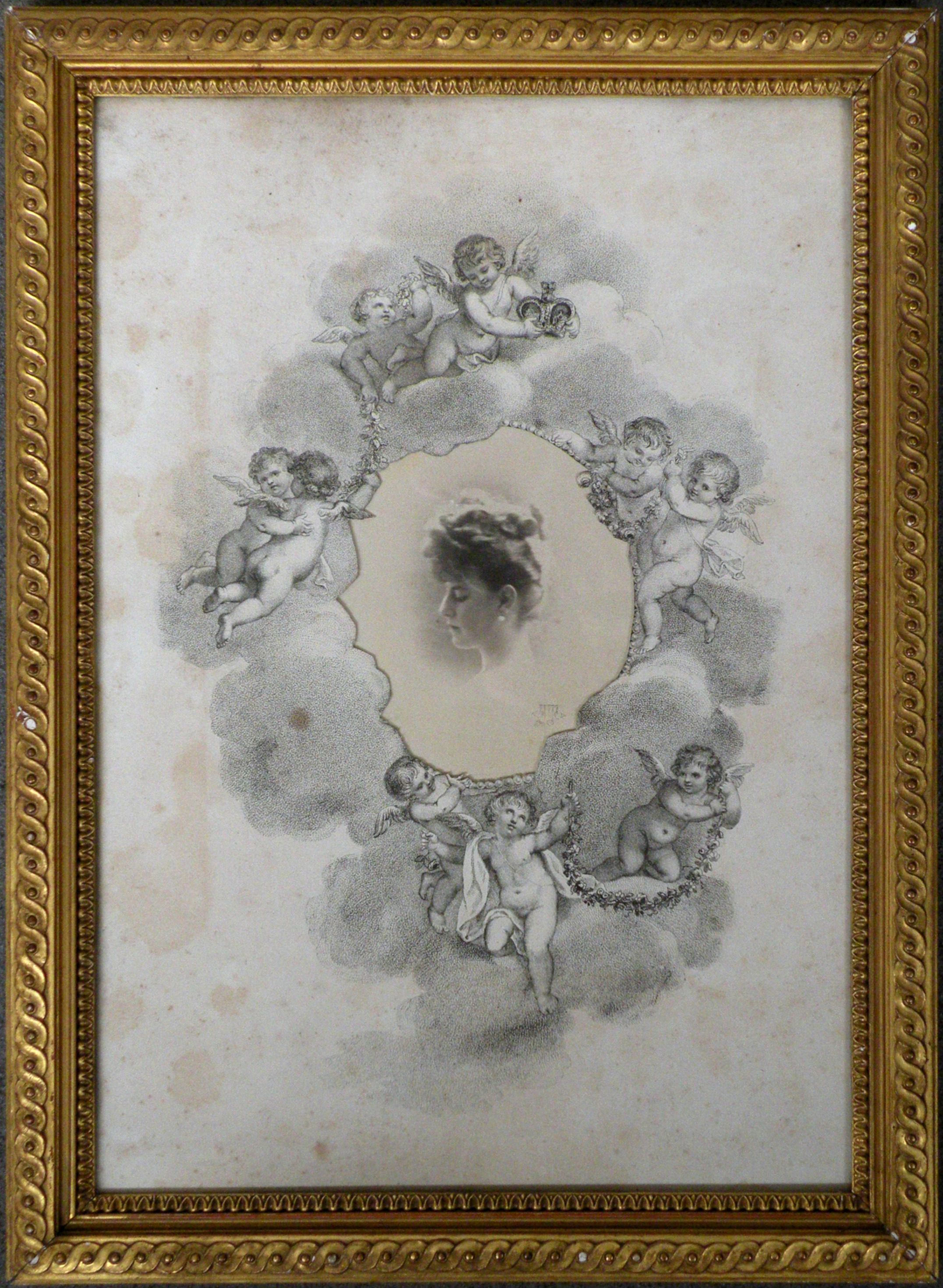
Foto van Elisabeth de Riquet de Caraman-Chimay, gravin Greffulhe, gesigneerd door Otto Wegener